# Sint-Annakapel (Wellerlooi)

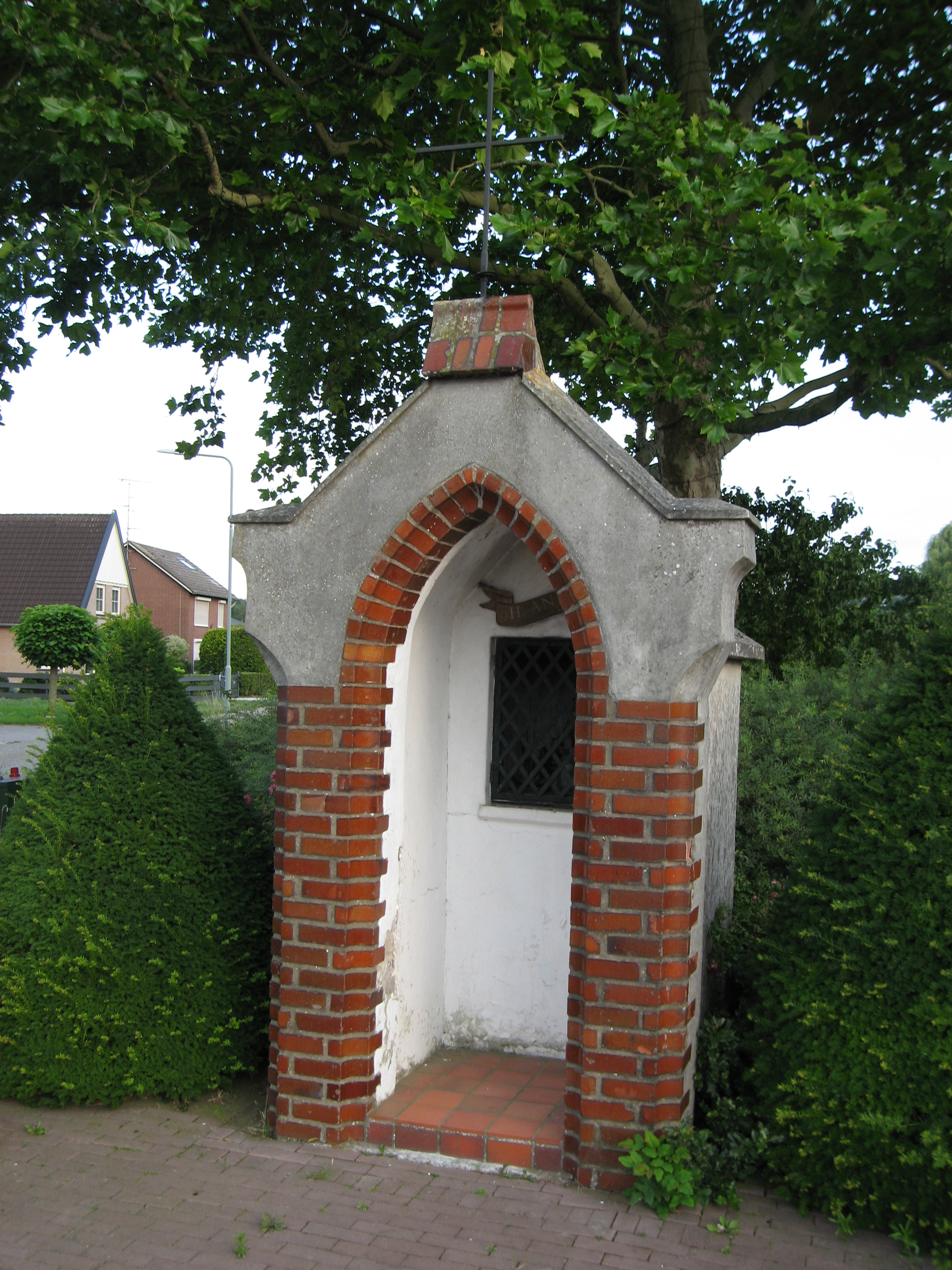
De Sint-Annakapel

De Sint-Annakapel is een kapel in Wellerlooi in de Nederlands Noord-Limburgse gemeente Bergen. De kapel staat aan de Catharinastraat op de hoek met de Looierweg in het zuidwesten van het dorp. Op ruim drie kilometer ten zuidwesten van het dorp staat de gelijknamige Sint-Annakapel.
De kapel is gewijd aan Sint-Anna.

## Geschiedenis
In 1885 bouwden een pachter de kapel aan de Rijksweg en deed dit als dank voor het winnen van een loterij.
In 1988 was de kapel bouwvallig geworden en werd ze afgebroken om te verplaatsen. Op de hoek van de Catharinastraat met de Looierweg werd de kapel steen voor steen weer opgebouwd.

## Bouwwerk
De grotendeels gecementeerde bakstenen kapel heeft een gecementeerd dak waar de frontgevel bovenuit steekt. De frontgevel is een topgevel bekroond met een kruis en voorzien van een verbrede aanzet met schouderstukken. In de frontgevel bevindt zich de onafgesloten spitsboogvormige toegang. De booglijst is uitgevoerd in oranje geglazuurde bakstenen die eveneens een deel van de frontgevel sieren vanaf de aanzetstenen tot aan de grond.
Van binnen is de kapel wit gepleisterd. In de achterwand is een rechthoekige nis aangebracht die wordt afgesloten met ruitvormig traliewerk. In de wit gepleisterde nis staat een beeld van geglazuurde klei die de heilige Anna toont samen met haar dochter Maria die tegen haar aan staat. Op de voet van het beeldje staat de tekst H. Anna. Op de achterwand van de kapel is boven de nis een houten tekstbord in de vorm van een banderol opgehangen met daarom de tekst:

H. ANNA bid voor ons